# ニムロード (自走砲)
40Mニムロード(40M Nimród）は、第二次世界大戦中にハンガリーで生産された装甲戦闘車両である。

## 概要
スウェーデンのランズヴェルク社製L-62アンティ II対空自走砲を原型とする、ボフォース 40mm機関砲を搭載するオープントップの自走砲・自走式対空砲で、1941年から1944年にかけて135両が生産された。

## 開発と生産

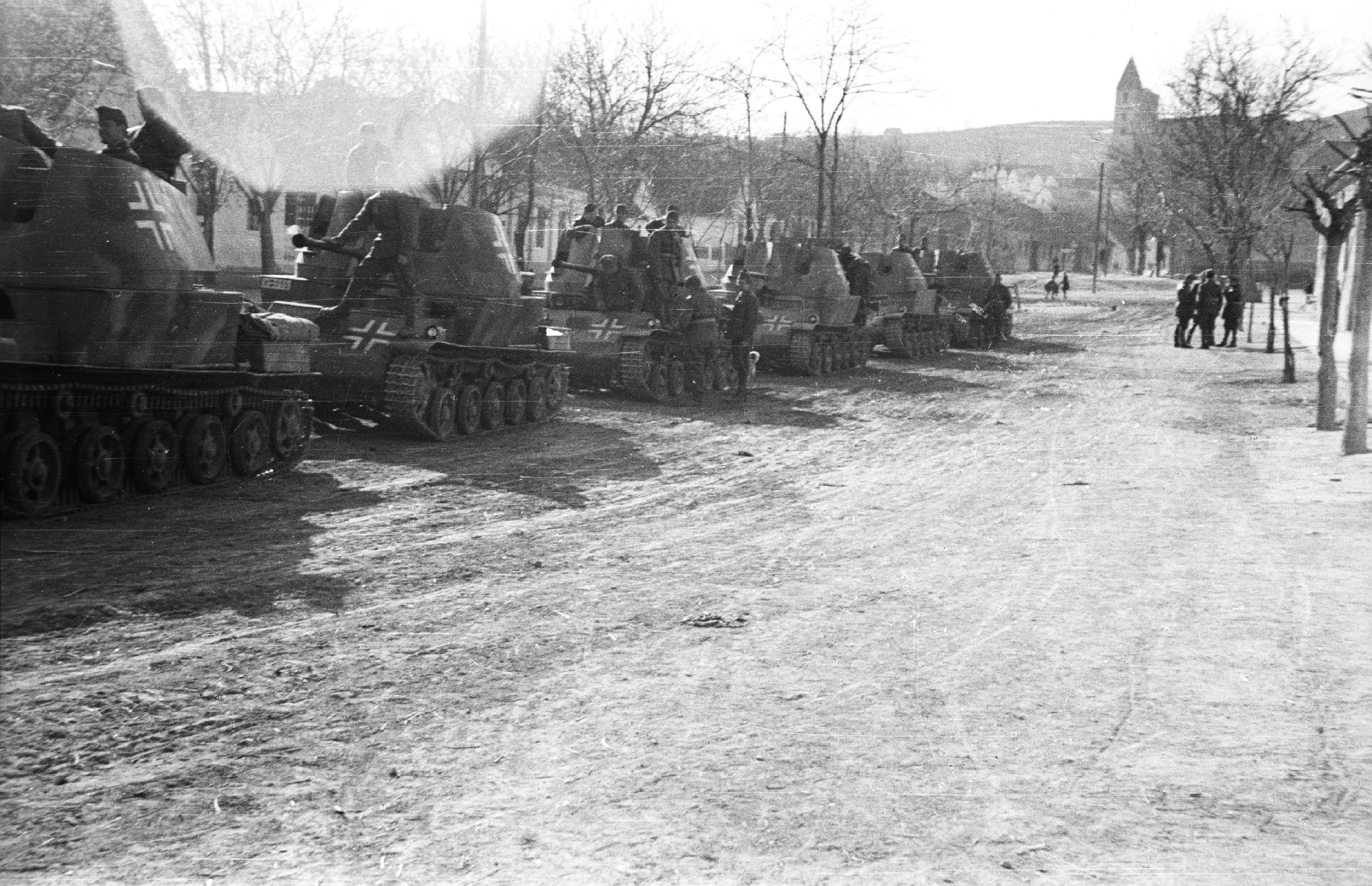
第2次世界大戦時に撮影されたニムロードの車列。ペシュト県ジャンベクにて。

トルディ軽戦車として採用・ライセンス生産したL-60軽戦車に続いて、ハンガリー陸軍は同じくランズベルク社製のL-62自走砲のライセンス権を購入した。
L-62自走砲は、エンジンやトランスミッション、サスペンションなど多くのコンポーネントがL-60軽戦車と共通であり、また搭載砲のボフォース40mm機関砲も、すでにハンガリー国内でライセンス生産が行われていたので、国産化するには非常に都合のよい車両であった。車台形状はL-60／トルディ軽戦車とよく似ているが、大型の砲を搭載するために全長・全幅とも拡大されており、転輪は似た形状を持つものの小径で、片側5つに増やされている。
国産化にあたり、操作性向上のため、若干砲塔が大型化されるなどの改良が行われ、「40Mニムロード対戦車／対空自走砲」（40M Nimród páncélvadász és légvédelmi gépágyú）として制式採用された。
第1生産ロット（ニムロード I）は46両、第2生産ロット（ニムロード II）は89両で、マーヴァグ社において計135両が生産された。第1ロットのニムロードは、ドイツのビュシングNAG社製エンジンを搭載。第2ロットは国産のガンズ社製エンジンを搭載した。
もともと対戦車自走砲としての役割も期待しての採用であり、実際に、当時のハンガリー軍の主力であったトルディ軽戦車や、40mm砲搭載型のトゥラーン中戦車よりもその砲は強力だったが、T-34などのソ連戦車には太刀打ちできず、実戦では、地上目標は軽装甲車両までで、もっぱら防空用途に使用された。

## 派生型
43M レヘル(43M Lehel)
ニムロードをベースとしたオープントップの輸送車。救護車型の「レヘルS(Lehel S)」、工兵車型の「レヘルÁ(Lehel Á)」の2種類が計画された。工場の生産力が他の優先度の高い車両に回されたため計画は遅れ、試作車のみに終わった。

## 参考資料
- Bonhard Attila, Sárhidai Gyula, Winkler László:  A Magyar Királyi Honvédség Fegyverzete, Zrínyi Katonai Kiadó, Budapest, 1992., ISBN 963 327 182 7
- Csaba Becze, Magyar Steel, STRATUS, 2006
- 中嶋俊秀「第2次大戦のハンガリー戦車」、『戦車マガジン』戦車マガジン社、1990年6月号